# Pablo Guzmán (pallavolista 1987)
Pablo Guzmán (San Juan, 2 giugno 1987) è un pallavolista portoricano, schiacciatore dei Caribes de San Sebastián.

## Carriera

### Club
La carriera di Pablo Guzmán inizia nella stagione 2008, quando debutta nella Liga de Voleibol Superior Masculino coi Changos de Naranjito. Dopo aver giocato il campionato 2009-10 con gli Indios de Mayagüez, nel campionato seguente è nuovamente ai Changos de Naranjito, che lascia definitivamente nella stagione 2011-12, quando approda ai Gigantes de Carolina.
Nella stagione 2012-13 approda ai Mets de Guaynabo, raggiungendo la prima finale scudetto della propria carriera; terminate gli impegni con la sua franchigia, nel gennaio 2013 approda per la prima volta in un campionato estero, difendendo i colori del Muuramen, nella Lentopallon Mestaruusliiga finlandese per il finale di stagione. Nella stagione seguente coi Mets de Guaynabo si aggiudica lo scudetto, venendo anche premiato come MVP delle finali; conclusosi il breve campionato portoricano, ancora una volta si reca in Europa per la seconda parte dell'annata, questa volta in Belgio al Roeselare, aggiudicandosi ancora uno scudetto.
Nel campionato 2014 è nuovamente ai Mets, raggiungendo la terza finale scudetto consecutiva, per poi approdare nel gennaio 2015 nella Lega Nazionale A svizzera, affrontando la seconda parte del campionato con la maglia del Losanna UC. Nel campionato successivo difende ancora i colori della franchigia di Guaynabo, vincendo un altro scudetto; nel 2016, conclusi gli impegni in patria, approda quindi in Libia, giocando la Libyan Volleyball League con l'Asswehly e vincendo lo scudetto.
Tornato a Porto Rico per la stagione 2016-17, vince ancora uno scudetto coi Mets de Guaynabo, venendo inserito nella formazione delle stelle del torneo. Nella stagione seguente gioca a Cipro, difendendo i colori dell'Omonia, in A' katīgoria; tuttavia nel gennaio 2018 si trasferisce in Slovacchia, partecipando alla Extraliga col VKP Nitra per il resto dell'annata. 
Rientra quindi a Porto Rico per la LVSM 2018, ingaggiato dai Mets de Guaynabo, conquistando ancora un titolo nazionale. Nell'edizione successiva del torneo si trasferisce invece ai neonati Mulos de Juncos, venendo premiato come miglior giocatore della stagione regolare e inserito nella squadra delle stelle del torneo. Torna quindi all'estero, disputando negli Stati Uniti d'America lo NVA Showcase 2020 e la NVA 2021 con gli LA Blaze. 
In seguito è nuovamente in patria, dove partecipa alla LVSM dal 2021 coi Caribes de San Sebastián, aggiudicandosi due scudetti e venendo insignito del premio come miglior giocatore delle finali del 2024. 

### Nazionale
Nel 2015 fa il suo esordio nella nazionale portoricana in occasione della World League. In seguito conquista la medaglia d'argento alla Coppa panamericana 2017 e quella medaglia d'oro ai XXIII Giochi centramericani e caraibici.

## Palmarès

### Club
- Campionato portoricano: 7

2013-14, 2015, 2016-17, 2017, 2018, 2023, 2024
- Campionato belga: 1

2013-14
- Campionato libico maschile: 1

2015-16

### Nazionale (competizioni minori)
- Coppa panamericana 2017
- Giochi centramericani e caraibici 2018

### Premi individuali
- 2014 - Liga de Voleibol Superior Masculino: MVP delle finali
- 2017 - Liga de Voleibol Superior Masculino: All-Star Team
- 2019 - Liga de Voleibol Superior Masculino: MVP della Regular Season
- 2019 - Liga de Voleibol Superior Masculino: All-Star Team
- 2024 - Liga de Voleibol Superior Masculino: MVP delle finali